# Spilosoma nigricornis
Spilosoma nigricornis là một loài bướm đêm thuộc phân họ Arctiinae, họ Erebidae.